# Yuna (cantante nacida en 1992)
Seo Yu-na (hangul: 서유나; Busan, 30 de diciembre de 1992), más conocida como Yuna, es una cantante y actriz surcoreana. Fue miembro del grupo AOA y de sus subgrupos, AOA Black y AOA Cream, hasta 2021.

## Biografía
Seo Yu-na nació en Busan, Corea del Sur. Comenzó a tocar el piano cuando tenía 7 años de edad, llevándole a tener interés en convertirse en una cantante. A la edad de 18 años, viajó a Seúl sola, después de obtener el consentimiento de sus padres. Se transfirió de escuela y se alojó en la casa de su tío, mientras asistía a las audiciones y prácticas de canto. Su hermana Yuri debutó en 2014 con el grupo de chicas Berry Good de la agencia Asia Bridge Entertainment, adoptando el nombre artístico de "Seoyul".

## Carrera

### AOA
El 30 de julio de 2012, Yuna debutó como miembro de AOA en el programa M! Countdown de Mnet con la canción "Elvis". AOA ha publicado cuatro EP y diez sencillos. En 2015, AOA viajó a Hainan, donde filmaron One Fine Day, un programa de variedades en el que un ídolo o grupos de ídolos van a unas vacaciones de "sanación". Ellas fueron el séptimo grupo en participar en el programa.
Yuna es también parte de la subunidad AOA Cream junto con Hyejeong y Kim Chanmi. La subunidad liberó su primer teaser el 1 de febrero de 2016.
AOA cream liberó la canción y el vídeo musical de I'm Jelly Baby el 12 de febrero de 2016.

## Discografía

### Banda sonora
| Año  | Título                    | Canción                 | Duración | Artista                                 |
| ---- | ------------------------- | ----------------------- | -------- | --------------------------------------- |
| 2013 | Marry Him If You Dare OST | "I'm Ok"                | 03:13    | Solo                                    |
| 2016 | Hot and Sweet OST         | "Hot and Sweet"         | 03:29    | junto a Choi Min-hwan                   |
| 2016 | Hot and Sweet OST         | "Everything"            | 03:51    | Solo                                    |
| 2017 | My Only Love Song OST     | "Another You"           | 03:35    | Solo                                    |
| 2018 | A Korean Odyssey OST      | "If You Were Me"        | 03:20    | junto a Shin Ji-min feat. Yoo Hwe-seung |
| 2021 | Oh My Ladylord OST        | "Fall In Love With You" | 03:28    | junto a Kang Seung Sik (Victon)         |

## Filmografía

### Series
| Año  | Título           | Papel         | Red     | Notas  |
| ---- | ---------------- | ------------- | ------- | ------ |
| 2015 | Prince's Prince  | Park Yu-na    | KBS     |        |
| 2016 | Click Your Heart | ella misma    | Naver   | Cameo  |
| 2016 | Hot and Sweet    | Joon-young    | Naver   | [ 15 ] |
| 2016 | My Old Friend    | Eun-jae       | Naver   | [ 16 ] |
| 2017 | Single Wife      | Hwang Hyo Rim | Drama X | [ 17 ] |

### Programas de variedades
| Año  | Cadena | Título              | Notas                                        |
| ---- | ------ | ------------------- | -------------------------------------------- |
| 2018 | MBC    | King of Mask Singer | (ep. #177-178) - concursó como "Great Score" |

### Musical
| Año  | Título               | Papel    | Notas        |
| ---- | -------------------- | -------- | ------------ |
| 2013 | Summer Snow Musicall | Seol-hee | protagonista |